# Tipula latifurca
Tipula latifurca är en tvåvingeart som beskrevs av Vermoolen 1983. Tipula latifurca ingår i släktet Tipula och familjen storharkrankar. Inga underarter finns listade i Catalogue of Life.